# Château de Montbras
Le château de Montbras est un château situé à Montbras dans le département de la Meuse en région Grand Est.

## Description architecturale
Les façades (avec leurs statues) et les toitures, la cour d'honneur, les jardins avec terrasses, le hall et la salle-à-manger au rez-de-chaussée avec leur plafond peint, y compris les deux lunettes sont classés au titre des monuments historiques par arrêté du 28 juin 1974. Les intérieurs du corps principal sont inscrits sur l'inventaire supplémentaire des monuments historiques par arrêté du 15 mai 2012.
Dans un paysage doucement vallonné, ce vaste château couronne une terrasse dominant la vallée élargie de la Meuse. Quatre pavillons bastionnés de hauteurs maintenant inégales délimitent une cour où s'élèvent encore, en équerre, le logis principal et le départ d'une aile de communs. La disposition originelle l'apparentait au château d'Ancy-le-Franc.
Outre cet ample plan, typique de la Renaissance française, des niches abritant des statues mythologiques, des trophées sculptés sur les portails extérieurs, ou encore l'étonnante frise de mascarons grotesques courant sur les mâchicoulis, en font une des plus remarquables demeures de Lorraine. Une partie de l'édifice est classée monument historique. Une campagne de restauration et de reconstruction a restitué d'importantes lucarnes sculptées. Le château étant privé, on ne peut visiter les salles décorées de fresques fameuses (Danse des Topinamboucs, Métamorphoses d'Ovide), mais un restaurant vient d'y être ouvert (menu de 28 à 70 euros hors boissons). Le parc, sur un côté du château, n'est pas aménagé.
L'ancienne basse cour du château, sur l'autre côté, a formé le village puis la commune de Montbras. Au-delà du colombier, les fermes lorraines des XVIIIe et XIXe siècles entourent une place totalement close. Au centre, un puits est actionné par une pompe Noël.

## Historique
Les premiers seigneurs connus de Montbras sont une famille de Saint-Élophe, vassaux de l'évêque de Toul.
Au début du XIVe siècle, le château de Montbras (dit château de Bras) passe à la famille de Bourlémont. Thomas de Bourlémont est nommé, en 1337, « évêque de Toul et sire de Bras ».
La seigneurie de l'Isle-en-Bras appartient ensuite à la famille d'Ourches. En effet, à la fin du XVe siècle, Guillaume d'Ourches, écuyer, est intitulé « seigneur de l'Isle-en-Bray ».
Elle passe ensuite à la famille de Vigneulles. Louis 1er de Vigneulles, seigneur de Maxey-sur-Vaise, de Ménil-la-Tour et de Taillancourt, chambellan du duc de Lorraine, conseiller d’État, prend la même qualité à la fin du XVIe siècle.
Louis de Vigneulles et son épouse Nicole de Merlet vendent l'ancien château et ses dépendances le 11 août 1598 à Claude II de Verrières et Louise des Salles. Le château, ou « maison de l'Isle », est alors situé au bord d'un cours d'eau, dit « canal de la Roche ». Il semble en très mauvais état. Les nouveaux propriétaires abandonnent cet endroit au profit d'une situation plus élevée pour construire une nouvelle demeure plus adaptée aux critères de l'époque moderne. 
C'est ainsi qu'ils font construire le château actuel, de style Renaissance. À partir de cette époque, il n'apparaît plus que sous le nom de Montbras. Cependant, l'édifice ne peut être achevé, entre autres en raison du décès de Louise des Salles vers 1612. 

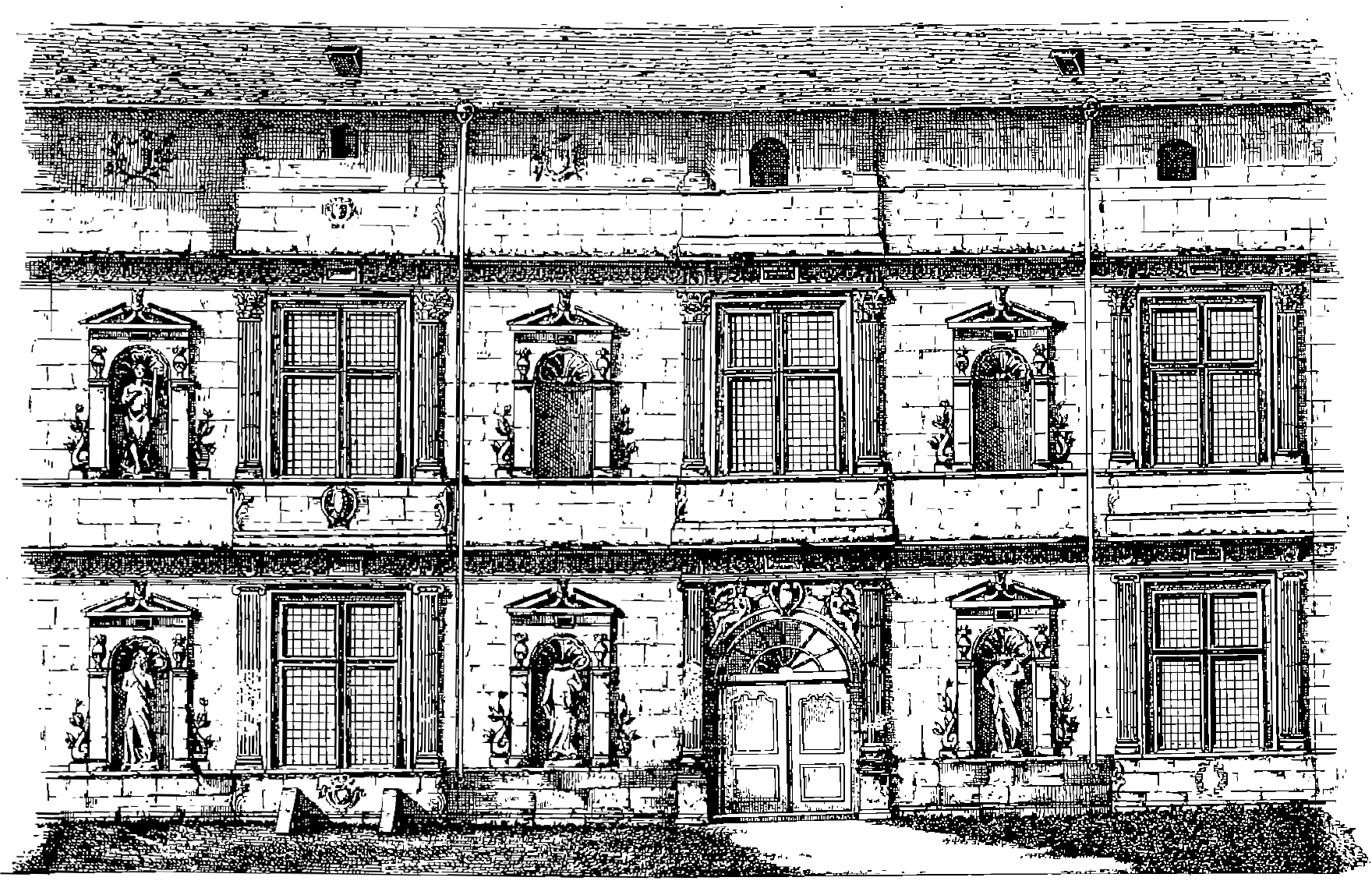
Notice historique et archéologique sur le château de Montbras, par Francis de Chanteau, vers 1878.
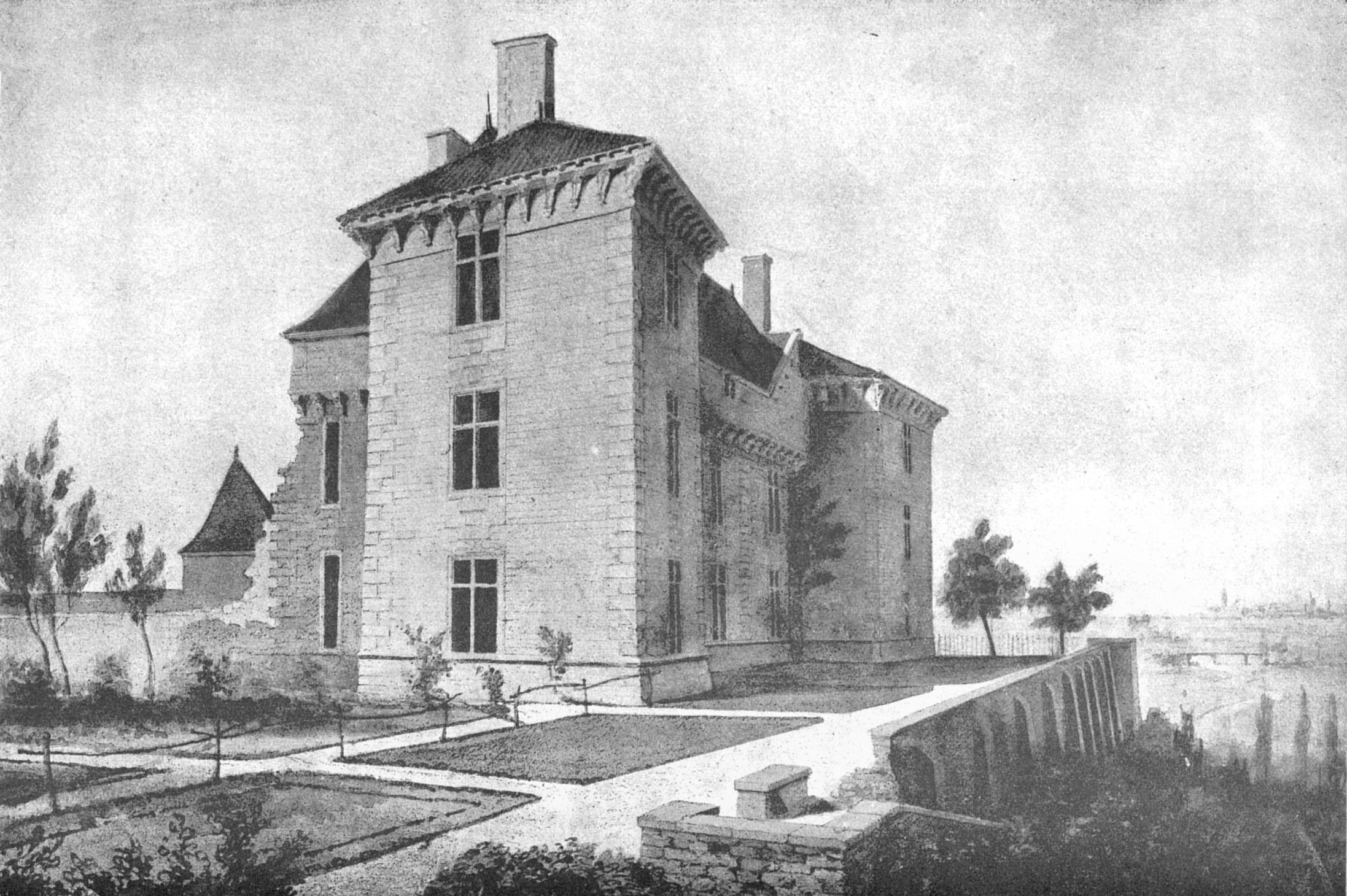
Le château en 1932.
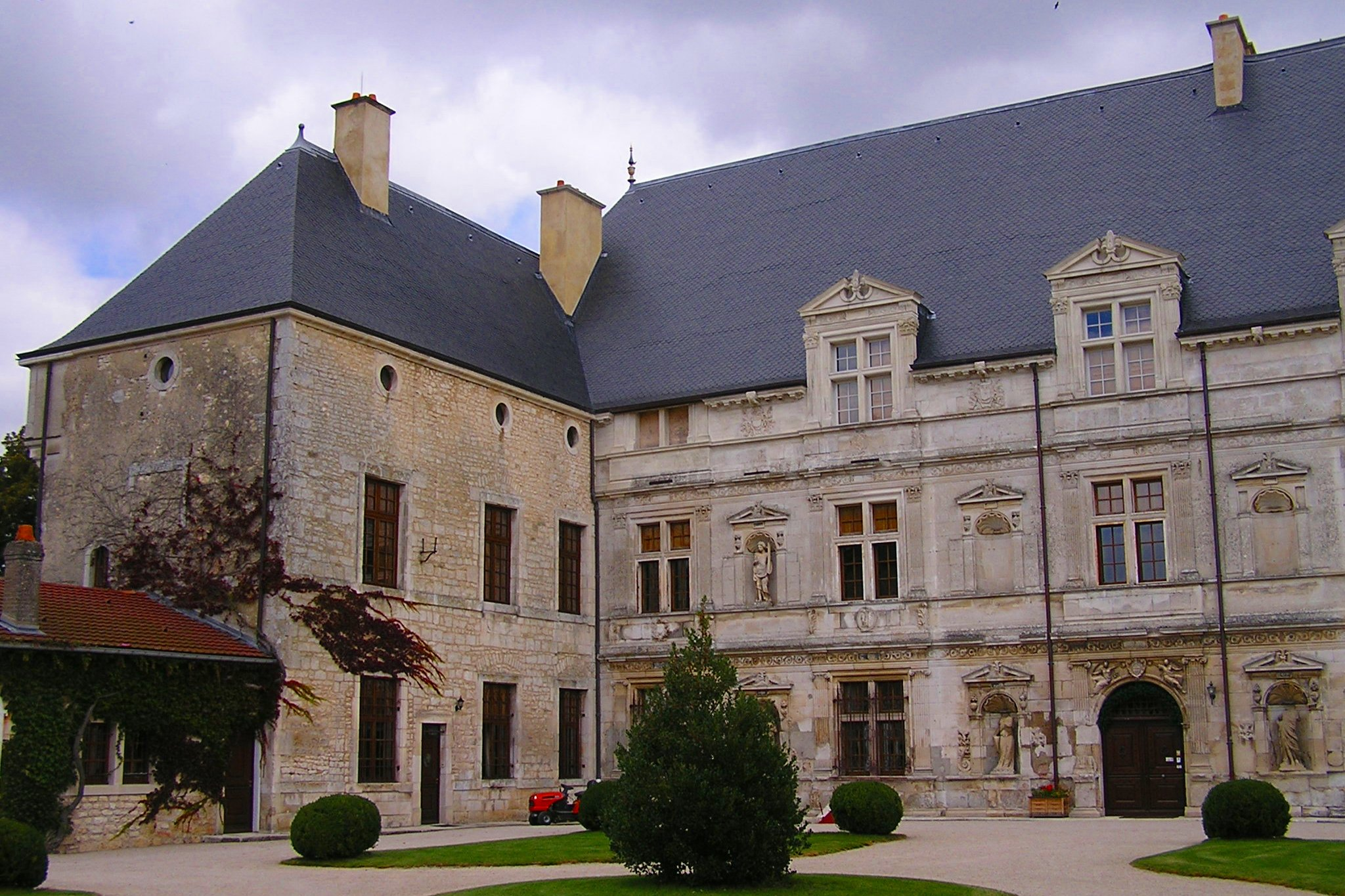
Vue extérieure du château en 2007.
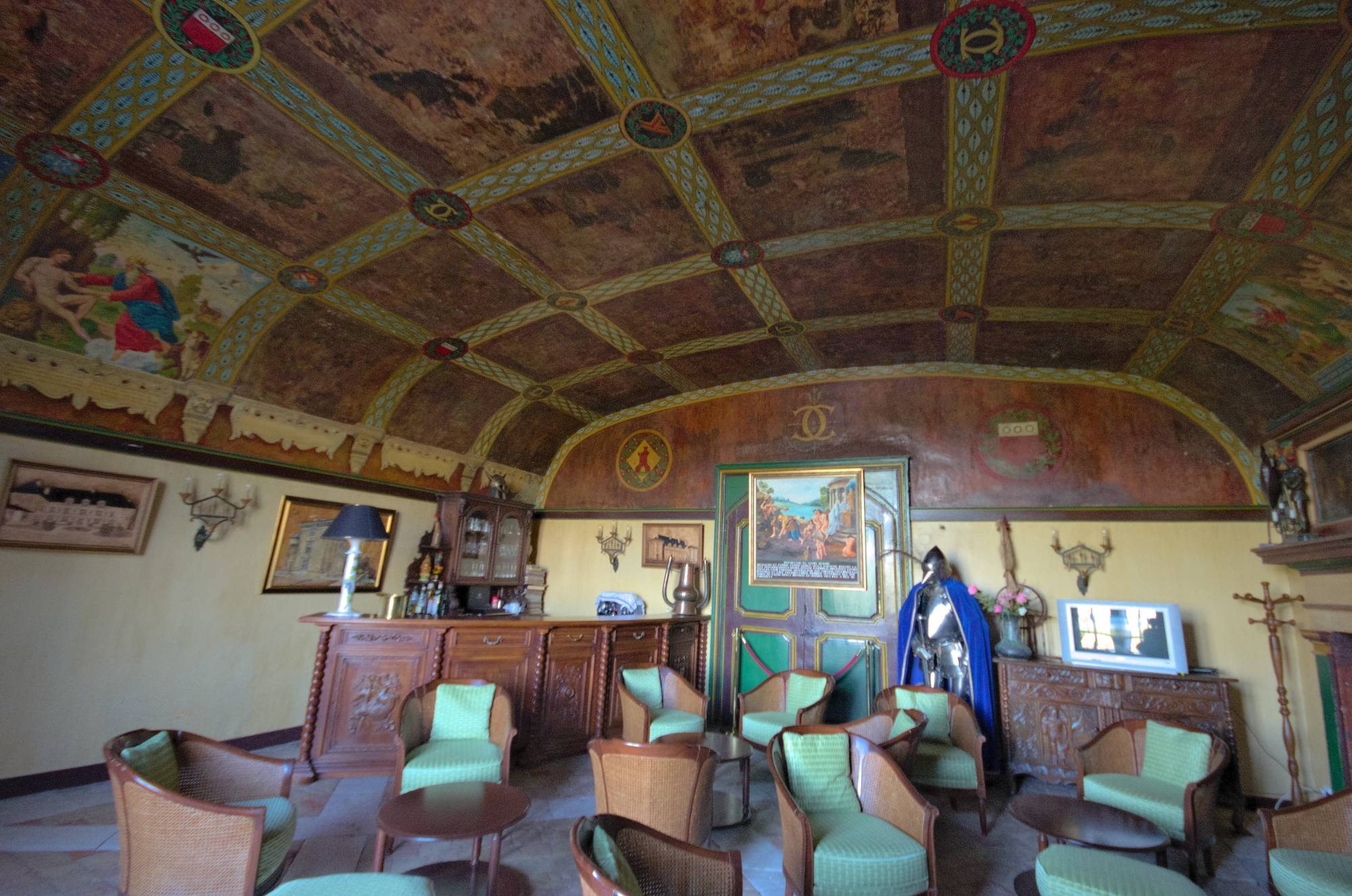
Intérieur du château en 2012.

Le château est abandonné de 1643 à 1671. Plus tard, c'est Bernard de Sommyèvre et son fils Charles-Gaspard qui s'y installent. Cette famille remanie le bâtiment au XVIIIe siècle.
A la Révolution française, les armoiries sont brûlées, et au début du XIXe siècle, le château est laissé à l'abandon.
Francis de Chanteau, auteur d'une notice sur l'édifice, entre en possession du château en 1876, et le préserve de la démolition en entreprenant d'importantes restaurations, continuées par son épouse et ses héritiers à son décès le 2 février 1882, à l'âge de 33 ans.
Plus tard, en 1986, le bâtiment est racheté par Claude Thomas qui y réalise des travaux d'envergure.
De nos jours, il accueille des touristes et des pèlerins sur le chemin de Saint-Jacques-de-Compostelle.